# Stała ekranowania
Stała ekranowania – wielkość fizyczna związana z przesunięciem chemicznym w jądrowym rezonansie magnetycznym, zależna od gęstości elektronowej wokół jądra. Określa lokalną sumę pól magnetycznych indukowanych w cząsteczce przez zewnętrzne pole magnetyczne oddziaływające z chmurą elektronową.

## Ekranowanie jąder magnetycznych przez elektrony, efekt dia- i paramagnetyczny
Zewnętrzne pole magnetyczne wpływa na ładunek elektryczny (w tym przypadku ładunek elektronów), powodując krążenie tego ładunku w kierunku prostopadłym do kierunku przyłożonego pola. Indukowany ruch ładunku powoduje pojawienie się momentu magnetycznego, którego wektor będzie skierowany w kierunku przeciwnym do pola indukującego. Wektor indukowanego pola zmniejsza indukcje pola zewnętrznego B0 na czym polega zjawisko przesłaniania (efekt diamagnetyczny).
{\displaystyle B_{eff}=B_{0}-B_{el}}
gdzie {\displaystyle B_{el}} jest udziałem elektronów w efektywnym polu magnetycznym doświadczanym przez jądro podlegające rezonansowi.
Możliwe jest także zjawisko odsłaniania (efekt paramagnetyczny). Na przykład w molekule halogenowodoru, której wiązanie jest ustalone prostopadle do zewnętrznego pola magnetycznego, na proton działa niewielki moment magnetyczny indukowany przez jego elektron, oraz większy moment pochodzący od elektronów atomu fluoru, który będzie się układał przy protonie zgodnie z B0, a więc:
{\displaystyle B_{eff}=B_{0}+B_{el}}

## Empiryczny opis ekranowania
Widmo NMR w znacznej części zawdzięczamy oddziaływaniu jąder magnetycznych z elektronami. Rzeczywiste pole magnetyczne z jakim oddziałuje jądro nie jest równe polu generowanemu przez aparat NMR. Pole odczuwane przez jądra jest nazywane polem lokalnym (Blok). Zależność między polem lokalnym a polem zewnętrznym jest dana równaniem definiującym stałą ekranowania danego jądra magnetycznego w cząsteczce (σ):
{\displaystyle B_{lok}=(1-\sigma )B}
Znana jest empiryczna zależność, zgodnie z którym na przesunięcie chemiczne jądra magnetycznego w cząsteczce rejestrowane w pomiarze NMR mają wpływ trzy udziały:
- lokalny – pochodzący od elektronów własnych znajdujących się w atomie jądra magnetycznego
- grup sąsiadujących lub sąsiedztwa – związany z elektronami atomów lub grup atomów sąsiadujących w cząsteczce z jądrem magnetycznym
- rozpuszczalnikowy – pochodzący od oddziaływania jądra magnetycznego z cząsteczkami rozpuszczalnika

{\displaystyle \sigma =\sigma _{lokal}+\sigma _{grup}+\sigma _{rozpuszczalnik}}

### Udział rozpuszczalnikowy w ekranowaniu
Rozpuszczalnik, w którym dokonuje się rejestracji widma rezonansu magnetycznego może również wnosić swój udział do stałej ekranowania. Udział ten spowodowany może być z różnymi rodzajami oddziaływań między rozpuszczalnikiem a badaną substancją rozpuszczoną (tworzenie wiązań wodorowych, kompleksów itp.) W przypadku rozpuszczalników aromatycznych istotny wpływ może mieć ich anizotropia podatności magnetycznych i efekty związane z ekranowaniem niektórych atomów w badanych cząsteczkach przez obszary o zwiększonej gęstości elektronowej nad pierścieniami aromatycznymi.

## Stała ekranowania jako pochodna energii
Stałą ekranowania można wyrazić jako drugą pochodną energii po indukcji zewnętrznego pola magnetycznego i momencie magnetycznym jądra:
{\displaystyle {\frac {\partial ^{2}E(B,m_{k})}{\partial B\partial m_{k}}}\left.\right|_{B=0,m_{k}=0}\ =\sigma -1}
Dla układów zamkniętopowłokowych stała ekranowania można wyrazić jako sumę części diamagnetycznej (liczonej jako wartość oczekiwana) oraz paramagnetycznej (liczonej jako liniowa funkcja odpowiedzi).